# Lasteisen

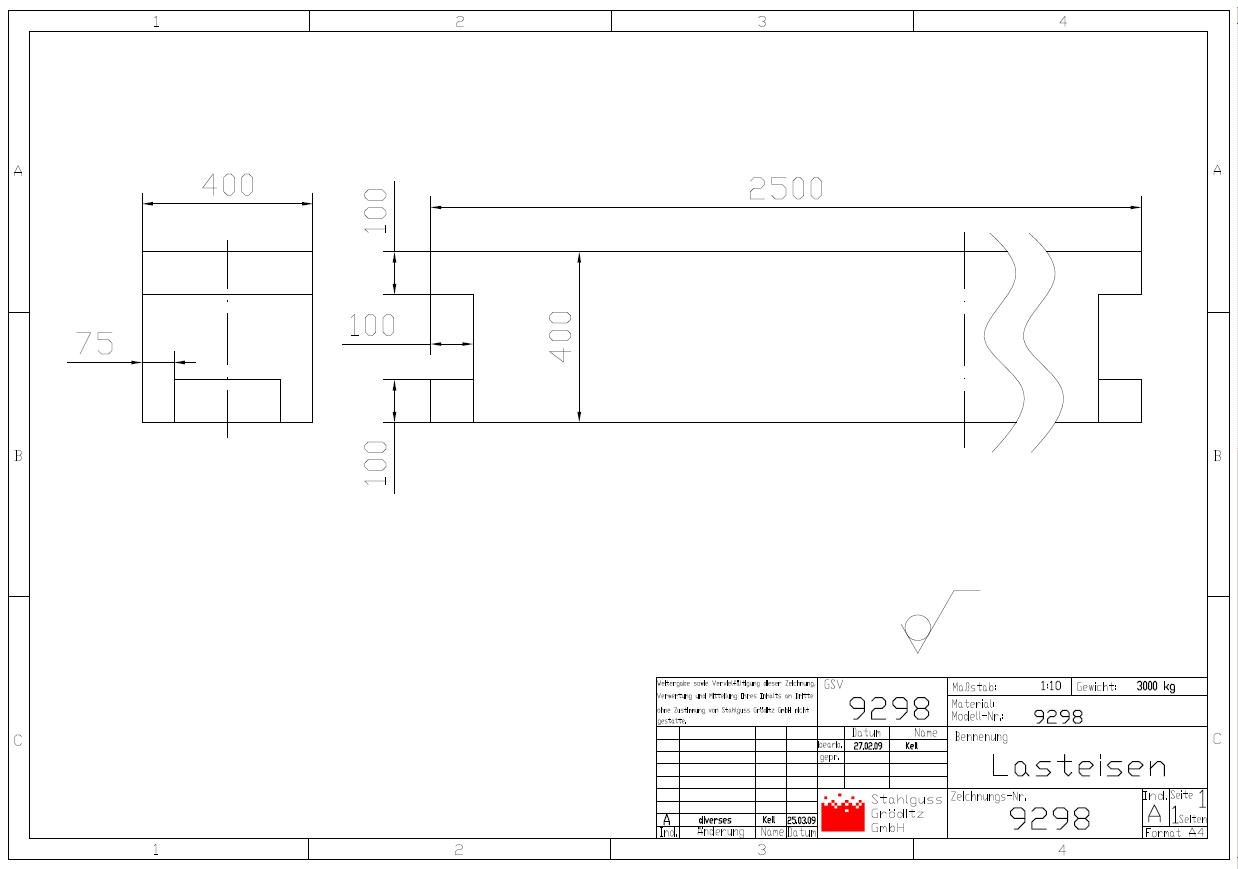
Lasteisenbeispiel

Lasteisen oder Beschwereisen werden als Belastungskörper auf dem Oberkasten von horizontal geteilten Gussformen platziert, um die Auftriebs- und Gasdruckkräfte beim Füllen (Abgießen) einer Gussform zu kompensieren.
Bei Gussformen, deren Einzelteile nicht oder nur unzureichend verklammert werden können, ist diese Beschwerung die einzige Möglichkeit, die Maßhaltigkeit der Abgüsse zu gewährleisten. Der von der Schmelze ausgeübte Druck wächst mit der Höhe der Metallsäule im Einguss oberhalb der Form und mit der Grundfläche der nach oben gegossenen Seite der Gussteilgeometrie. Verfügt die Form über einen Kern, so wirkt durch diesen zusätzlich eine archimedische Auftriebskraft senkrecht nach oben, die üblicherweise über Kernmarken, wie man die Kernlagerungen bei Formgussformen bezeichnet, in den Oberkasten der Form abgeleitet wird.

## Dimensionierung
Zur Bestimmung des erforderlichen Belastungsgewichts berechnet man die gesamte auf den Oberkasten wirkende Auftriebskraft:
{\displaystyle \sum F=F_{A}+F_{K}}
- {\displaystyle F_{A}} Abhebekraft gegen den Oberkasten
- {\displaystyle F_{K}} Auftriebskraft des Kernes

Die Abhebekraft errechnet sich nach:
{\displaystyle F_{A}=A_{P}\cdot h\cdot \rho _{S}\cdot g}
- {\displaystyle A_{P}} gegen den Oberkasten projizierte Fläche des Gussstücks
- {\displaystyle h} Höhe des Oberkastens
- {\displaystyle \rho _{S}} Dichte der Schmelze
- {\displaystyle g} Fallbeschleunigung

Die Auftriebskraft des Kernes entspricht der Gewichtskraft des vom Kern verdrängten Schmelzvolumens. Die Dichte des Kerns selbst wird dabei vernachlässigt:
{\displaystyle F_{K}=V_{K}\cdot \rho _{s}\cdot g}
- {\displaystyle V_{K}} Volumen des Formkerns
- {\displaystyle \rho _{S}} Dichte der Schmelze
- {\displaystyle g} Fallbeschleunigung

Für kernlose Formen kann das erforderliche Belastungsgewicht zum Abfangen des Oberkastens während des Gießens überschlägig nach folgender Faustformel ermittelt werden:
{\displaystyle G_{B}=A_{P}\cdot h\cdot \rho _{S}\cdot S-G_{O}}
- {\displaystyle G_{B}} = nötiges Belastungsgewicht in kg,
- {\displaystyle A_{P}} = gegen den Oberkasten projizierte Fläche des Gussstücks in dm²,
- {\displaystyle h} = Höhe des Oberkastens in dm,
- {\displaystyle \rho _{S}} = Dichte der Schmelze in kg/dm³,
- {\displaystyle S} = Sicherheitsfaktor > 1
- {\displaystyle G_{O}} = Gewicht des Oberkastens in kg

## Ausführung
Material, Geometrie und Masse von Lasteisen sind beliebig und werden in jedem Betrieb den Erfordernissen und Größenverhältnissen angepasst. Sie sollten jedoch mit Hebezeugen sicher zu transportieren sein und die Möglichkeit zur Stapelbildung bieten (Beispiel siehe Zeichnung).